# Achy Breaky Heart
Achy Breaky Heart è un brano musicale scritto da Don Von Tress. Il brano è stato originariamente intitolato Don't Tell My Heart e pubblicato dai The Marcy Brothers nel 1991. Nel 1992, con il titolo Achy Breaky Heart, è stato pubblicato da Billy Ray Cyrus per il suo album di debutto Some Gave All.

## Tracce
- CD

1. Achy Breaky Heart — 3:24
2. I'm So Miserable — 4:00
3. Wher'm I Gonna Live? — 3:29

## Altre versioni
Il brano è incluso nell'album Chipmunks in Low Places (1992) del gruppo musicale animato Alvin and the Chipmunks.